# Antonie von Lothringen

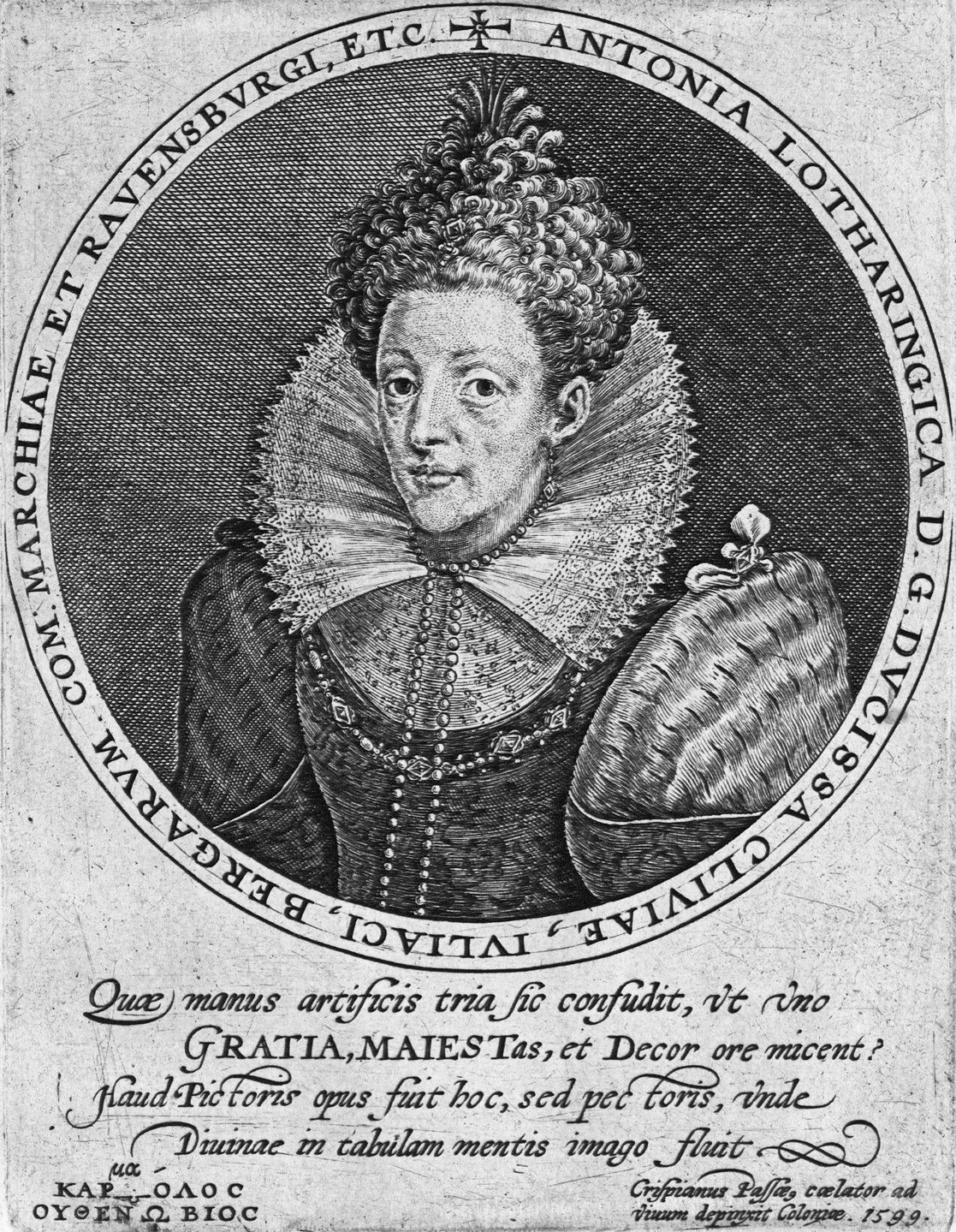
Antonie von Lothringen 1599. Kupferstich von Crispin de Passe

Antonie von Lothringen, auch Antoinette oder Antoniette, (* 26. August 1568; † 23. August 1610) war die zweite Tochter Herzog Karls III. von Lothringen (1543–1608) und dessen Frau Claudia von Valois. Durch ihre Heirat wurde sie Herzogin von Jülich-Kleve-Berg. Nach dem Tod ihres Gatten entglitt ihr im Jülich-Klevischen Erbfolgestreit trotz anfänglicher Unterstützung Kaiser Rudolfs II. die Regentschaft über die Herzogtümer Jülich-Kleve-Berg. 

## Leben
Nach der Ermordung Jacobes von Baden (1558–1597) wurde sie am 20. Juni 1599 mit Johann Wilhelm, Herzog von Jülich-Kleve-Berg, verheiratet. Diese Eheschließung führte dazu, dass die Verbindung des Düsseldorfer Hofes mit den führenden katholischen Fürstenhäusern noch enger und die auf dem Ausschluss der Erbanwärter beruhende Regierung gefestigt wurde. Zunächst freilich drohte, da Johann Wilhelm auch in dieser Ehe kinderlos und geisteskrank blieb, die Spaltung, die zwischen Jakobe von Baden und den Räten bestanden hatte, unter neuem Namen zu wiederholen. Allein Antonie griff maßvoller und fester als die Vorgängerin ein. Erst erwirkte sie einen kaiserlichen Befehl, welcher sie zur Mitregentin ihres Gemahls machte und folglich die Räte bei Führung der Regierung an ihre Zustimmung und Mitwirkung band. Dann gelang es ihr, den gefährlichsten der Regenten, den Marschall Schenkern, von seinem Amt in der Festung Jülich und von seiner Stellung am fürstlichen Hof zu vertreiben und von nun ab den Räten den ihr gebührenden Anteil an der Herrschaft abzunötigen. Im Mitbesitz der Macht folgte aber auch sie mit aller Bestimmtheit dem Grundsatz, dass die Erbanwärter von jedem Einfluss auf die Regierung fern, die Verbindung mit dem Kaiser dagegen umso fester zu halten sei. Nach dem Tod ihres Gatten trat sie „fast lautlos vom Schauplatz der Herrschaft“ ab und verstarb im darauf folgenden Jahr.